# A Time and a Place
| Recensione | Giudizio |
| ---------- | -------- |
| AllMusic   |          |

A Time and a Place è un cofanetto antologico in 4 CD del gruppo progressive rock britannico Emerson, Lake & Palmer, pubblicato nel 2010. Prende il nome dal loro omonimo brano del 1971.

## Tracce

### Disco 1:The Early '70s
1. The Barbarian (Festival dell'Isola di Wight, Isola di Wight, Inghilterra, Regno Unito, 29 agosto 1970) – 5:06
2. Take a Pebble (Beat-Club, Brema, Germania, 26 novembre 1970) – 12:47
3. Ballad of Blue (Lyceum Theatre, Londra, Inghilterra, Regno Unito, 9 dicembre 1970) – 4:03
4. High Level Fugue (Lyceum Theatre, Londra, Inghilterra, Regno Unito, 9 dicembre 1970) – 7:46
5. Hoedown (Mar y Sol Pop Festival, Manatí, Porto Rico, Stati Uniti, 2 aprile 1972) – 4:04
6. Still... You Turn Me On (Civic Center Music Hall, Tulsa, Oklahoma, Stati Uniti, 7 marzo 1974) – 2:59
7. Lucky Man (Civic Center Music Hall, Tulsa, Oklahoma, Stati Uniti, 7 marzo 1974) – 3:05
8. Karn Evil 9 (Anaheim Convention Center, Anaheim, California, Stati Uniti, 2 febbraio 1974) – 34:01

Durata totale: 73:51

### Disco 2:The Later '70s
1. Peter Gunn Theme (Coliseum, Wheeling, Virginia Occidentale, Stati Uniti, 18 novembre 1977) – 3:36
2. Pictures at an Exhibition (Mid-South Coliseum, Memphis, Tennessee, Stati Uniti, 20 novembre 1977) – 15:39
3. Tiger in a Spotlight (Coloseum, Wheeling, Virginia Occidentale, Stati Uniti, 18 novembre 1977) – 4:06
4. Maple Leaf Rag (Coliseum, Wheeling, Virginia Occidentale, Stati Uniti 18 novembre 1977) – 1:15
5. Tank (Nassau Coliseum, Uniondale, New York, Stati Uniti, 9 febbraio 1978) – 2:10
6. Drum Solo (Nassau Coliseum, Uniondale, New York, Stati Uniti, 9 febbraio 1978) – 6:45
7. The Enemy God Dances with the Black Spirits (Nassau Coliseum, Uniondale, New York, Stati Uniti, 9 febbraio 1978) – 2:40
8. Watching Over You (Coliseum, Wheeling, Virginia Occidentale, Stati Uniti, 18 novembre 1977) – 4:08
9. The Pirates (Mid-South Coliseum, Memphis, Tennessee, Stati Uniti, 20 novembre 1977) – 13:05
10. Tarkus (Nassau Coliseum, Uniondale, New York, Stati Uniti, 9 febbraio 1979) – 17:25
11. Show Me the Way to Go Home (Mid-South Coliseum, Memphis, Tennessee, Stati Uniti, 20 novembre 1977) – 5:21

Durata totale: 76:10

### Disco 3:The '90s
1. Knife-Edge (Wiltern Theatre, Los Angeles, California, Stati Uniti, 17 marzo 1993) – 5:39
2. Paper Blood (Obras Stadium Buenos Aires, Argentina, 5 aprile 1993) – 4:10
3. Black Moon (Waterloo Village Concert Fields, Stanhope, New Jersey, Stati Uniti, 31 luglio 1992) – 6:17
4. Creole Dance (Estadio, Santiago, Cile, 1º aprile 1993) – 5:12
5. From the Beginning (Spodek, Katowice, Polonia, 22 giugno 1997) – 4:05
6. Honky Tonk Train Blues (Universal Amphitheatre, Los Angeles, California, Stati Uniti, 25 settembre 1997) – 3:35
7. Affairs of Heart (Waterloo Village Concert Fields, Stanhope, New Jersey, Stati Uniti, 31 luglio 1992) – 4:06
8. Touch and Go (Wiltern Theatre, Los Angeles, California, Stati Uniti, 31 luglio 1992) – 3:04
9. A Time and a Place (Hampton Beach Casino Ballroom, Hampton Beach, New Hampshire, Stati Uniti, 1º agosto 1998) – 3:04
10. Bitches Crystal (Universal Amphitheatre, Los Angeles, California, Stati Uniti, 25 settembre 1997) – 4:23
11. Instrumental Jam (Estadio Obras, Buenos Aires, Argentina, 5 aprile 1993) – 1:49
12. a). Fanfare for the Common Man / b). America / c). Rondo (Estadio Obras, Buenos Aires, Argentina, 5 aprile 1993) – 16:13

Durata totale: 61:37

### Disco 4:This Boot's for You – A Fan's View
1. Overture (Hollywood Bowl, Los Angeles, California, Stati Uniti, 19 luglio 1971) – 1:23
2. The Endless Enigma (Long Beach Arena, Long Beach, California, Stati Uniti, 28 luglio 1972) – 8:21
3. Abbaddon's Bolero (Louisville City Hall, Louisville, Kentucky, Stati Uniti, 21 aprile 1972) – 8:36
4. a). Jeremy Bender / b). The Sheriff (Olympiahalle, Monaco di Baviera, Germania, 24 aprile 1973) – 5:23
5. Toccata (including Drum Solo) (Friedrich-Hebert-Halle, Ludwigshafen, Germania, 10 aprile 1973) – 15:49
6. Jerusalem (Henry Lewit Arena, Wichita, Kansas, Stati Uniti, 26 marzo 1974) – 2:51
7. Nutrocker (Boston Garden, Boston, Massachusetts, Stati Uniti, 18 luglio 1977) – 6:27
8. C'est La Vie (Boston Garden, Boston, Massachusetts, Stati Uniti, 18 luglio 1977) – 4:27
9. Piano Concerto n. 1 (3rd Movement) (Veterans Memorial Auditorium, Des Moines, Iowa, Stati Uniti, 12 giugno 1977) – 6:36
10. Closer to Believing (Veterans Memorial Auditorium, Des Moines, Iowa, Stati Uniti, 12 giugno 1977) – 6:08
11. Close to Home (Warfield Theatre, San Francisco, California, Stati Uniti, 14 marzo 1993) – 3:37
12. I Believe in Father Christmas (Beacon Theatre, New York City, New York, Stati Uniti, 17 novembre 1993) – 3:24

Durata totale: 73:02

## Formazione

### Musicisti
- Keith Emerson – tastiere
- Greg Lake – basso, chitarre, voce
- Carl Palmer – batteria, percussioni

### Produzione
- Compilazione prodotta da: David Skye
- Rimasterizzato da: Randy Wine presso la MoonWine Studios
- Design della confezione: Hackmart
- Opera: William Stout
- Note di Copertina: Jim Allen
- Assistenza al progetto: Keith Emerson e Tony Ortiz